# روبرت وایت
روبرت وایت الیج (متولد، ۲۸ ژانویه ۱۹۴۵ ) نوازنده درام بازنشسته انگلیسی است. وی یکی از اعضای مؤسس و مؤثر در گروه‌های کنتربری سین، سافت مشین بود.

## پیشینه
وایت در سال ۱۹۷۳ در اثر حادثه سقوط از پنجره فلج شد. فعالیت‌های ویات در طول سال‌های شکل‌گیری موسیقی جاز، سایکدلیا و راک پیشرو در انگلیس، از اواسط دهه ۱۹۷۰ به بعد بیشتر شد.
او ۴۰ سال به موسیقی انفرادی پرداخت و موسیقی انفرادی وی حتی تک آهنگ‌های پاپ او با استفاده از عناصر جاز، فولکلور ساخته شده‌است.
وایت در سال ۲۰۱۴ از فعالیت موسیقی بازنشسته شد.

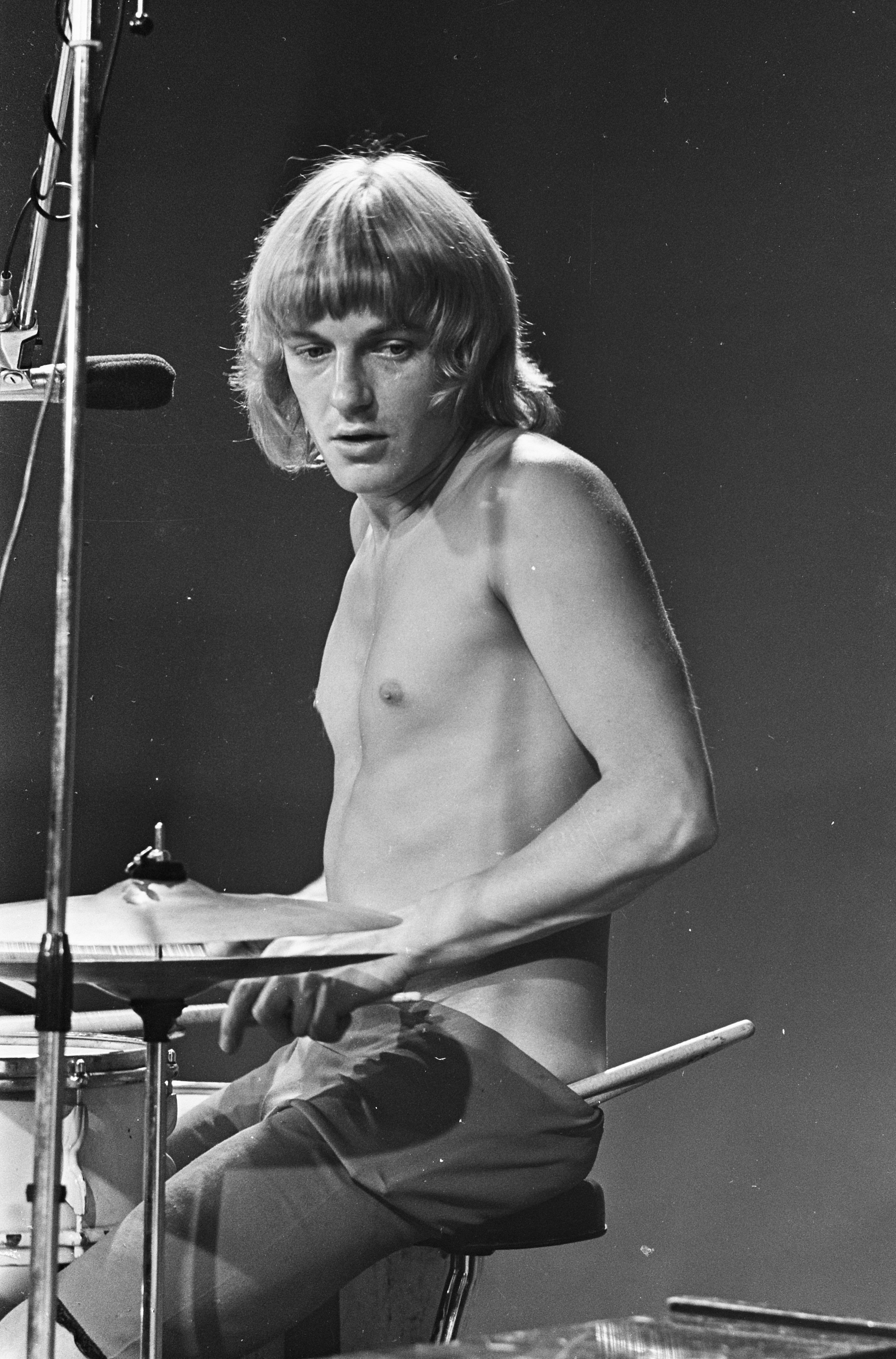
وایت در شبکه سراسری تلویزیون هلند، سپتامبر ۱۹۶۷